# Signalmeister (Schifffahrt)
Der Signalmeister ist an Bord für die korrekte Flaggenführung und Kennzeichnung des Schiffs zur Teilnahme am Seeverkehr und während der Hafenliegezeiten zuständig. In seinen Aufgabenbereich fallen insbesondere auch die morgendliche und abendliche Flaggenparade.
In der Marine gehört der Signalmeister zu den Deckoffizieren (Unteroffiziere mit Portepee), wie Steuermann, Bootsmann, Feuerwerker, Signalmeister, Musikdirigent, Maschinist, Meister (Zimmermeister), Materialienverwalter, Feuermeister, Torpedosteuermann, Torpedomaschinist, Torpedofeuermeister, Torpeder und Torpedomechaniker. Es gibt zwei Klassen, von denen die erste durch das vorgesetzte Wort »Ober-« gekennzeichnet wird. Vgl. Ferber, Organisation und Dienstbetrieb der kaiserlich deutschen Marine (Berl. 1901).